# Manuel (Lemieszewski)
Manuel, imię świeckie Wiktor Wiktorowicz Lemieszewski (ur. 19 kwietnia?/1 maja 1884 w Łudze, zm. w 1968 w Kujbyszewie) – rosyjski biskup prawosławny, historyk Rosyjskiego Kościoła Prawosławnego. 

## Życiorys
Absolwent wydziału prawa uniwersytetu w Petersburgu. W 1910 został posłusznikiem w pustelni Nikoło-Stołpieńskiej (gubernia twerska). 2 czerwca 1911 złożył wieczyste śluby zakonne, zaś 10 grudnia 1911 został hierodiakonem. 16 grudnia 1912 wyświęcony na hieromnicha. W 1916 podjął studia teologiczne w Petersburskiej Akademii Duchownej. Ukończył również wyższe kursy bibliotekarskie. Od 1918 do 1919 przebywał w eparchii ołonieckiej, gdzie dokonywał spisu zabytków sztuki i architektury cerkiewnej. W 1919 został przełożonym pustelni Trójcy Świętej i św. Sergiusza pod Piotrogrodem. Od 1921 do 1923 wykładał na kursach teologicznych dla przygotowujących się do przyjęcia sakramentu kapłaństwa. W Piotrogrodzie zaangażował się w zwalczanie ruchu Żywej Cerkwi. 
8 września 1923 w Monasterze Daniłowskim otrzymał godność archimandryty, natomiast dwa dni później w cerkwi św. Dymitra Sołuńskiego w Moskwie miała miejsce jego chirotonia na biskupa łuskiego, wikariusza eparchii piotrogrodzkiej. Jako konsekratorzy w ceremonii wzięli udział patriarcha moskiewski i całej Rusi Tichon, arcybiskup wieriejski Hilarion, arcybiskup kostromski Sebastian oraz biskup Hieroteusz. Od 1924 do 1928 był osadzony w łagrze urządzonym w dawnym Monasterze Sołowieckim. Po uwolnieniu został biskupem sierpuchowskim, wikariuszem eparchii moskiewskiej. 
Według ks. prof. Gieorgija Mitrofanowa, historyka Cerkwi, od końca lat 20. mimo głębokiej wiary i prowadzonego ascetycznego trybu życia był tajnym współpracownikiem GPU, następnie zaś NKWD. Przyczyną podjęcia aktywnej współpracy był dlań strach przed ponownym osadzeniem w łagrze, jednak nawet fakt pracy dla tajnych służb nie uchronił hierarchy przed kolejnymi aresztowaniami, jakie miały miejsce w 1930 i w 1932, gdy hierarcha został zesłany na Syberię. W 1939 trafił ponownie do łagru w Kańsku, gdzie przebywał do jesieni 1944. Przez rok służył w eparchii krasnojarskiej. W 1945 objął zarząd katedry czkałowskiej, zaś w 1946 został arcybiskupem. W 1948 został aresztowany po raz kolejny i skazany na dziesięć lat łagru w Mordowii. Uwolniony w 1955, zaś rok później zrehabilitowany. 
7 lutego 1956 został arcybiskupem czeboksarskim i czuwaskim, zaś w 1960 przeniesiono go na katedrę kujbyszewską i syzrańską, której ordynariuszem pozostał przez pięć lat, gdy na własną prośbę przeszedł w stan spoczynku. Zmarł w 1968. 
Historyk Cerkwi, autor szeregu publikacji dotyczących Rosyjskiego Kościoła Prawosławnego, w tym dwutomowego słownika biograficznego hierarchów rosyjskich.